# Всероссийская проверочная работа
Всероссийская проверочная работа (ВПР) — проводимая в учреждениях общего образования России работа, предназначенная для отслеживания состояния системы образования путём проверки знаний среди обучающихся 4–8 классов и 10 классов по некоторым предметам. ВПР была введена в 2015 году, задания составляются на федеральном уровне, а её результаты не влияют на итоговую отметку.

## Декларируемые цели
ВПР проводятся школами самостоятельно и не являются государственной итоговой аттестацией. Их проведение даёт школам возможность осуществлять самодиагностику, выявлять пробелы в знаниях учащихся для проведения последующей методической работы. Кроме того, ВПР должны позволять осуществлять мониторинг результатов введения ФГОС, а также подталкивать к развитию единого образовательного пространства в России.
По результатам ВПР не принимаются никакие обязательные решения, важные для определения дальнейшей судьбы или образовательной траектории школьника. Они не влияют на получение аттестата и на перевод в следующий класс. В то же время предусматривается использование результатов ВПР на разных уровнях системы управления образованием.

## Порядок проведения
В начальной школе ВПР проводятся по математике, литературному чтению, русскому языку и окружающему миру. В 5-х и 6-х классах ВПР пишутся по истории, обществознанию, биологии, географии, русскому языку и математике. Время для проведения ВПР входит в состав учебного дня. Приказом директора изменяется расписание и проводятся ВПР одновременно для всех классов параллели. Всероссийская проверочная работа проходит в основном в течение одного урока, однако ВПР по русскому языку и математике проходят в течение 2-х уроков.
Впервые ВПР были проведены в 4-х классах весной 2016 года по русскому языку, математике и окружающему миру. В 2018 году эти работы проводятся для обучающихся 4-х (русский язык, математика, окружающий мир), 5-х (русский язык, математика, история, биология), 6-х (русский язык, математика, история, биология, география, обществознание) и 11-х классов (иностранные языки, история, география, химия, физика, биология). В российской системе образования ВПР являются самыми массовыми оценочными процедурами. В апреле-мае 2017 года в проверочных работах участвовали около 3 млн школьников.
Как правило, ВПР проходят в апреле, однако в 2017 году ВПР по химии и биологии для 10-х классов проходили 18 октября. В октябре 2017 года также прошли ВПР по русскому языку для 2-х классов и 5-х классов. Решение об использовании результатов ВПР принимается на уровне школы.
Для повышения объективности результатов ВПР применяются следующие рекомендации: стандартизированные критерии оценки работ, использование наблюдателей на ВПР, выезд представителей местных и региональных отделов образования в школы, видеонаблюдение, методы математической статистики при анализе работ: (доверительный интервал для задания, доверительный интервал для организации, контрольная группа (организации, где всё было объективно), кластерный подход), помощь школам с низкими результатами ВПР.
В связи с обстоятельствами пандемии коронавируса, весной 2020 года на территории России, Всероссийские проверочные работы перенесли на следующий учебный год, об этом заявил министр просвещения Сергей Кравцов.
В техникумах на специальностях ППКСЗ пишется две ВПР в сентябре (метапредмет и один предмет), а на специальностях ППКРС пишется одна ВПР (метапредмет).

## Критика
Неясен правовой статус данной оценочной процедуры: формулировка «Всероссийская проверочная работа» Законом об образовании не предусмотрена. В Законе говорится о необходимости проведения Рособрнадзором регулярных мониторингов системы образования, однако не указано, что этот мониторинг должен осуществляться силами школ с непосредственным отвлечением обучающихся от образовательного процесса. Рособрнадзор является контролирующей, а не руководящей организацией для учреждений общего образования, и по этой причине не совсем ясно, как он может давать школам указания и распоряжения о проведении ВПР.
Одним из главных итогов проведения Всероссийских проверочных работ стал факт крайне низкого уровня «объективности» результатов. Сами ВПР не предусмотрены Законом об образовании. Несмотря на то, что работы носят название «Всероссийские» и должны иметь федеральный статус, никаких средств на их проведение из бюджета не выделяется. Контрольно-измерительные материалы предоставляются школе в электронном виде, распечатывать на бумаге их приходится самим учителям.
ВПР проводится в апреле, когда многие темы, предусмотренные программой, учащимися ещё не освоены, что часто подвергается критике. Нередко подготовка к ВПР становится приоритетом и ведётся в ущерб основной программе. Формат заданий ВПР не соответствует формату, применяемому на уроках для текущего и тематического контроля.
Вопреки заявленным целям, учителя и администрация школ не понимает, что делать с результатами ВПР, как их анализировать и использовать в дальнейшей работе для совершенствования образовательного процесса. В ходе ВПР не проводится мониторинг оснащённости школ необходимым оборудованием, учебниками, иными средствами обучения, а также качество этих учебников, средств обучения, их соответствие педагогическим принципам и программам обучения.
В качестве альтернатив ВПР называется либо их полная отмена, либо восстановление ежегодных переводных экзаменов в традиционной форме (устных экзаменов, письменных контрольных работ, диктантов, изложений, сочинений).

## Последствия ВПР
Участие в ВПР не являются обязательными для обучающегося. В случае отказа от участия в ВПР обучающийся либо его родители (законные представители) не могут быть привлечены к какой-либо форме ответственности. 
По результатам проведения ВПР на региональном уровне готовятся статистические и аналитические отчеты, которые должны позволить более эффективно управлять качеством образования в субъекте РФ. На основе результатов ВПР и итоговой аттестации формируются «зоны риска», в которые входят образовательные организации, демонстрирующие «необъективность» при проведении оценочных процедур (то есть учащиеся школ «зоны риска» демонстрируют достаточно высокие показатели по результатам ВПР, но не подтверждают их высокими баллами на экзаменах по соответствующим предметам, не являются призёрами и победителями предметных олимпиад).
По результатам ВПР школа может попасть в т.н. список «шноров» (школа с низкими образовательными результатами) или «шворов» (школа с высокими образовательными результатами). Однако данные понятия также отсутствуют в Законе об образовании, придуманы чиновниками Рособрнадзора и никаких реальных последствий для школы, кроме дополнительных проверок, не несут.